# 小菅健吉
小菅 健吉（こすげ けんきち、1897年〈明治30年〉3月12日 - 1977年〈昭和52年〉5月30日）は、日本の教育者。栃木県出身。盛岡高等農林学校を卒業。高等農林学校時代、同窓生であった宮沢賢治と学内の文芸同人誌『アザリア』のメンバーとして親交を持った。

## 人物と生涯

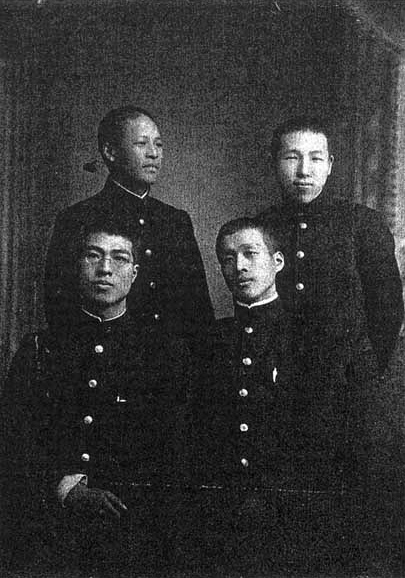
盛岡高等農林在学時、同人誌『アザリア』のメンバーと（前列左）。小菅の右が河本義行。後列は左が保阪嘉内、右が宮沢賢治。

栃木県塩谷郡氏家町（現さくら市）に小菅宗吉・ミワ夫妻の三男として誕生。宮沢賢治より7ヶ月後で、早生まれの同学年となる。
1915年、栃木県立農学校（現栃木県立宇都宮白楊高等学校）を経て、盛岡高等農林学校（現・岩手大学）農学科第二部（後に農芸化学科に改称）に入学する。1917年（大正6年）7月、、1917年（大正6年）、宮沢賢治、保阪嘉内、河本義行らと同人誌『アザリア』を創刊した。小菅はその巻頭言「初夏の思い出に」を執筆、主筆を務める。
翌1918年、3年の正規課程を経て、3月に同校を卒業する。一時、青森畜産学校（現青森県立三本木農業高等学校）の教諭を務めた後、その年の9月、土壌微生物学（多くの書籍に土壌細菌学とあるが、これは土壌微生物学の間違い）を学ぶ目的で、アメリカ合衆国に留学する。同年10月、サンフランシスコに到着する。その後、1919年10月、ロサンジェルス、1921年にはシカゴ、そして最終地ミシガン州グランドラピッズに移り、結局、8年間、米国に滞在した。この間、大学での研究生活を送るよりはむしろ生活費稼ぎのためのアルバイトに精を出しており、土壌微生物の研究に従事できたかは不明である。一方、高等農林研究科在籍中に家業を手伝いながら父との対立を深めていた賢治は、1919年8月20日頃に保阪嘉内に宛てた手紙に、「私の父はちかごろ毎日申します。『きさまは世間のこの苦しい中で農林の学校を出ながら何のざまだ。何か考へろ。みんなのためになれ。錦絵なんかを折角ひねくりまわすとは不届千万。アメリカへ行かうのと考へるとは不見識の骨頂。きさまはとうとう人生の第一義を忘れて邪道に踏み入ったな。』」と記していた。具体的に小菅の名前は出ていないが、この時期に同窓生の「海外雄飛熱」が盛んであったことが『校本 宮澤賢治全集』第14巻（筑摩書房、1977年）および『【新】校本宮澤賢治全集』第16巻（下）（筑摩書房、2001年）収録の年譜（校本全集年譜の執筆は堀尾青史で、新校本全集も基本的にはそれをベースに作成）には記されている。
1926年（大正15年）に帰国し、母校盛岡高等農林学校に帰国報告を行い、その足で賢治を花巻町下根子桜の羅須地人協会に訪ねた。
1927年（昭和2年）1月、愛媛県三島町の愛媛県立宇摩実業学校（現・愛媛県立土居高等学校）に教員として就職。1935年（昭和10年）9月、愛媛県蕪崎村立蕪崎青年学校職業科指導員嘱託になる。1936年（昭和11年）、前年末からの風邪をこじらせ、入院し、一時危篤状態になる。2月退院。
1937年（昭和12年）3月、同校指導員嘱託を辞職。同年4月、京都府立須知農林学校（現・京都府立須知高等学校）教諭として就職。小菅の担当科目は畜産、獣医、博物、化学、英語など多岐にわたっている。京都府立須知農林学校の前身は1876年（明治9年）創設の京都府農牧学校（駒場農学校、札幌農学校と共に日本三大農学校のひとつ）であり、いったん閉校された後に、船井郡立実業学校などを経て、1923年（大正12年）1月1日に京都府立須知（しゅうち）農学校として創設され、さらに1932年（昭和7年）4月に京都府立須知農林学校と改称された。小菅健吉が勤務したのは、この改称から5年後の1937年（昭和12年）4月のことである。
1942年（昭和17年）10月、京都府立京都農林学校（後の京都府立大学の前身）の校長心得兼教諭。1944年（昭和19年）4月、京都府立北桑田農林学校(現、京都府立北桑田高等学校)新設に伴い、校長兼教諭として赴任。農場、校庭、校舎の建設整備に奔走。
1947年（昭和22年）7月、京都府立須知農林学校の最後の校長に就任。
1948年（昭和23年）4月、戦争中の教育関係者の公職追放令を考慮して、新制の京都府立須知農業高等学校に嘱託として勤務し、校長代理を勤める（初代校長とする資料もあるが誤り）。
1949年（昭和24年）1月、京都府立須知農業高等学校を辞職。郷里に近い宇都宮市に戻り、栃木県立鹿沼農商高等学校（後の栃木県立鹿沼農業高等学校）教諭（担当：英語）や母校の後身である栃木県立宇都宮農業高等学校教諭などを歴任し、1955年（昭和30年）定年退職。
退職後さらに、私立宇都宮学園高校（現・文星芸術大学附属中学校・高等学校）、私立宇都宮女子商業高校（現・宇都宮文星女子高等学校）の英語教師として教壇に立ち、1966年（昭和41年）3月まで教師を務めた。
1977年（昭和52年）5月30日、宇都宮にて肺気腫で死去。享年80。戒名は喬松院健翁徹心居士。

## 宮沢賢治との関係
小菅は早生まれであり、学年は宮沢賢治と同じで、盛岡高等農林学校は1915年（大正4年）入学、1918年（大正7年）卒業である。在学期間中に同じ農学二部（後に農芸化学科に改称）でともに文学を愛好した賢治と親交を深め、最終第三学年の年（1916年、大正5年）の7月、同人誌『アザリア』を発行するに至る。なお、小菅は決して柔な文学青年ではなかったようで、陸上競技では常に1番、さらに剣道の竹刀を握っても一流だったようである。
アザリア第1号で、小菅は主筆として巻頭言を書いており、美文調で力強く、青年の志を述べている。
その後も小菅は終刊までこの同人誌に毎号、詩や短歌や散文を掲載した。賢治と小菅は、『アザリア』創刊前の1916年11月に刊行された高等農林の『校友会会報』32号において、互いの筆名を交換して作品を発表したこともある。
2012年には、さくら市ミュージアム－荒井寛方記念館－で、『小菅健吉・宮沢賢治・保阪嘉内・河本義行―「アザリア」の仲間たち』が開催された。